# Nikita Bitjurin

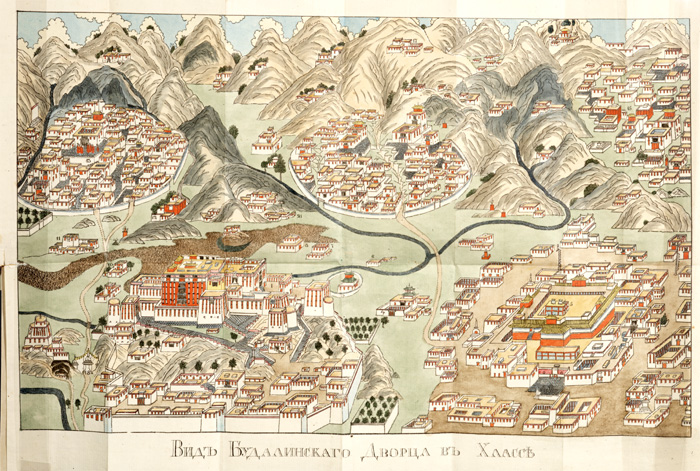
Bitjurins karta över Lhasa

Nikita Jakovlevitj Bitjurin, född 29 augusti 1777, död 11 maj 1853, mer känd under sitt munknamn Iakinf Bitjurin, var en rysk geograf och sinolog av tjuvasjisk härkomst.
Bitjurin förvärvade under sin mångåriga vistelse i Kina (Qingdynastin), som chef för den ryska andliga missionen där, en grundlig insikt i kinesiska språket och lämnade (sedan 1828) en följd av lärorika och viktiga arbeten över Kina, Mongoliet, Tibet
och Turkestan, mestadels ur kinesiska källor.

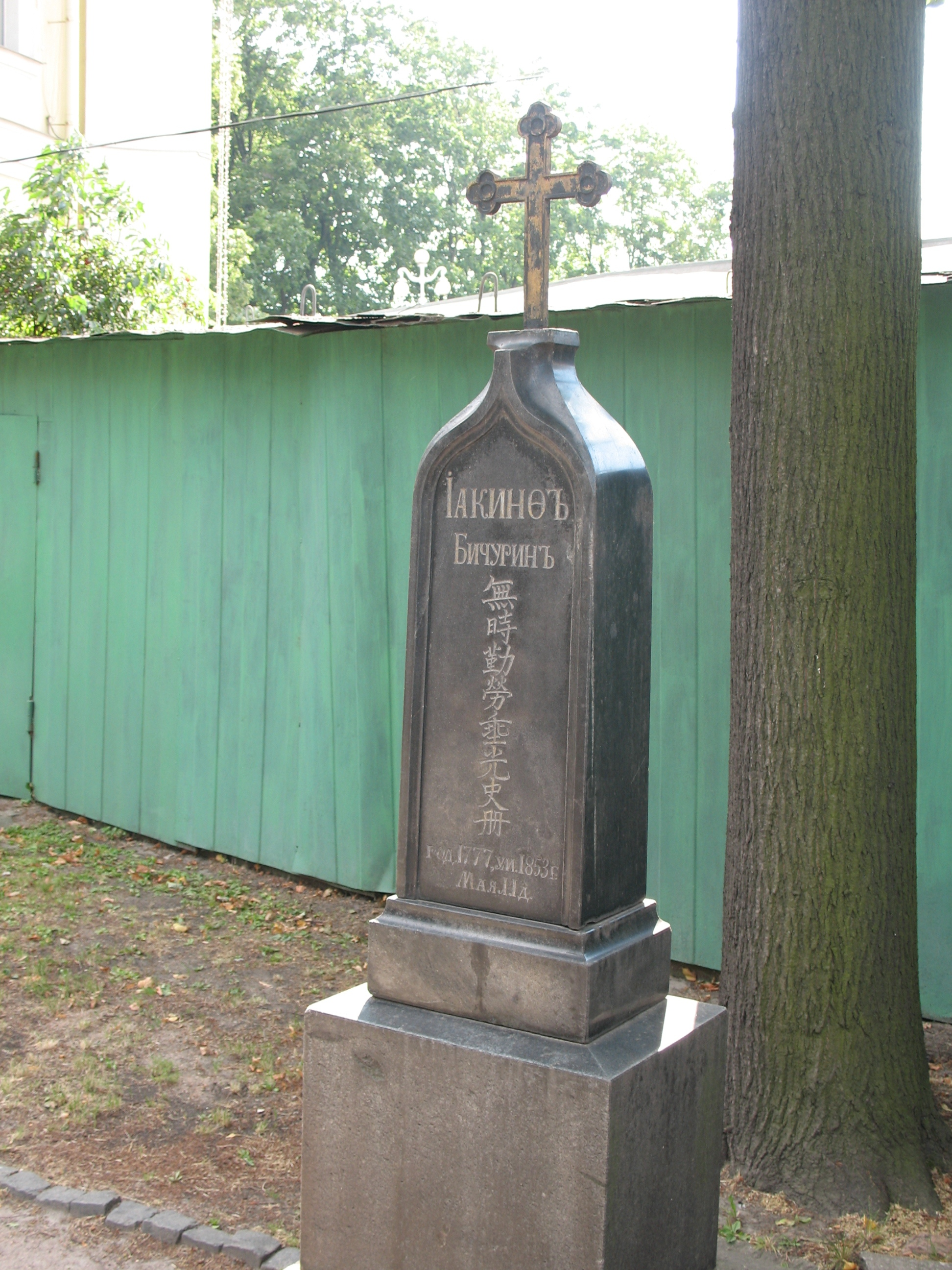
Bitjurins grav i Sankt Petersburg

Bland hans utgivna verk förtjänar att framhållas en kinesisk grammatik för ryssar (1838), ett arbete om Kina, dess inbyggare, seder, bruk och upplysning (1840)
och en kinesisk-rysk ordbok.
1802 blev han munk och döptes till Iakinf. Sedan skickades han till Kina för att missionera den ryska ortodoxa kyrkan. Där stannade han i 14 år. Hans största intressen var kinesiska historien och språket. Eftersom han sedan anklagades att inte visa tillräckligt religiöst engagemang skickades han till Valamo kloster. Där översatte han många gamla och medeltida kinesiska manuskript som inte var kända i Europa då. I följande årtionden publicerade Bitjurin böcker om kinesisk och mongolisk historia, geografi, religion, statistik och jordbruk. 1837 grundade han den första kinesiskspråkiga skolan i Tsarryssland. För sina förtjänster blev han hedersdoktor i ryska, tyska och franska vetenskapsakademier.